# Houston Oilers 1987
La stagione 1987 degli Houston Oilers è stata la 18ª della franchigia nella National Football League, la 28ª complessiva La squadra veniva da due stagioni con un record di 5-11, tentando di fare ritorno ai playoff per la prima volta dal 1980. La stagione 1987 fu segnata da uno sciopero dei giocatori a partire dal terzo turno che portò a cancellare una settimana di gioco e a disputarne tre con giocatori di riserva. Gli Oilers iniziarono con un record di 3-1, la loro miglior partenza dal 1980. La squadra centrò un posto nei playoff all’ultima giornata grazie a una vittoria per 21-17 su Cincinnati. Nel turno delle wild card Houston batté i Seattle Seahawks 23-20 ai tempi supplementari grazie a un field goal di Tony Zendejas. L’annata si chiuse la settimana successiva contro i Denver Broncos.

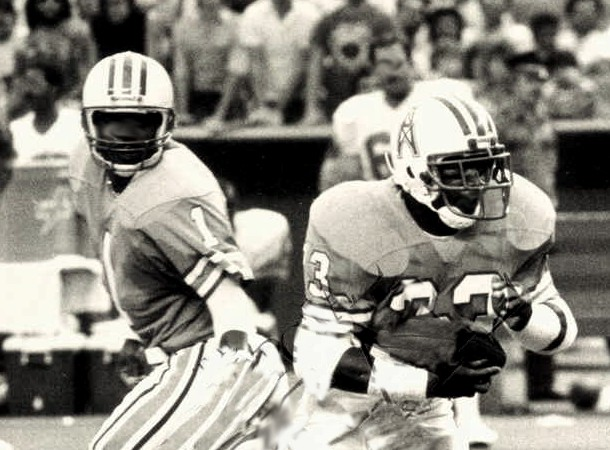
Warren Moon (sinistra) e Mike Rozier (destra) nella stagione 1987

## Scelte nel Draft 1987
| Scelte degli Oilers nel Draft 1987 |        |                  |                  |                      |
| Giro                               | Scelta | Giocatore        | Ruolo            | College              |
| 1                                  | 3      | Alonzo Highsmith | Running back     | Miami (FL)           |
| 1                                  | 20     | Haywood Jeffires | Wide receiver    | North Carolina State |
| 2                                  | 46     | Walter Johnson   | Linebacker       | Louisiana Tech       |
| 3                                  | 64     | Cody Carlson     | Quarterback      | Baylor               |
| 4                                  | 105    | Mark Dusbabek    | Linebacker       | Minnesota            |
| 5                                  | 133    | Spencer Tillman  | Running back     | Oklahoma             |
| 6                                  | 147    | Al Smith         | Linebacker       | Utah State           |
| 6                                  | 159    | Toby Caston      | Linebacker       | LSU                  |
| 7                                  | 176    | Robert Banks     | Defensive end    | Notre Dame           |
| 8                                  | 202    | Michel James     | Wide receiver    | Washington State     |
| 9                                  | 231    | Wes Neighbors    | Center           | Alabama              |
| 10                                 | 258    | Curtis Duncan    | Wide receiver    | Northwestern         |
| 11                                 | 287    | John Davis       | Offensive tackle | Georgia Tech         |
| 12                                 | 314    | Ira Valentine    | Running back     | Texas A&M            |

## Roster
| Roster degli Houston Oilers nel 1985 |
| --- |
| Quarterback - 1 Warren Moon - 14 Steve Pease Running Back - 32 Alonzo Highsmith FB - 20 Allen Pinkett KR - 30 Mike Rozier - 35 Ray Wallace FB Wide Receiver - 86 Chris Darrington - 82 Willie Drewrey - 80 Curtis Duncan - 81 Ernest Givins - 85 Drew Hill Tight End - 88 Mark Gehring - 87 Jamie Williams Offensive Linemen - 77 Bruce Davis T - 72 Kent Hill G - 60 Doug Kellermeyer T - 74 Bruce Matthews G - 63 Mike Munchak G - 52 Jay Pennison C - 70 Dean Steinkuhler T Defensive Linemen - 71 Richard Byrd DE - 79 Ray Childress DT - 95 William Fuller DE Linebacker - 59 John Grimsley OLB - 91 Johnny Meads OLB - 53 Eugene Seale MLB - 54 Al Smith MLB Defensive Back - 29 Patrick Allen CB - 25 Keith Bostic SS - 24 Steve Brown CB - 31 Jeff Donaldson S - 23 Richard Johnson CB Special Team - 11 Lee Johnson P - 7 Tony Zendejas K |
| Legenda - I rookie sono in corsivo. - Il primo ruolo è il principale mentre gli eventuali successivi indicano i ruoli secondari. - (IR) sta per Injured Reserve ed indica la lista ristretta per un solo giocatore infortunato che può tornare ad allenarsi dopo la settimana 6 e a rientrare in prima squadra dopo che questa ha giocato 8 partite. - (NF-Inj.) / (NF-Ill.) stanno rispettivamente per Non-Football Injured e Non-Football Illness ed indicano le liste dove viene inserito un giocatore che ha un infortunio o una malattia non dipendente dal football americano. - (PUP) sta per Physically Unable to Perform ed indica la lista dove viene inserito un giocatore mentre è in attesa di recuperare la condizione fisica. Nella stagione regolare dopo la sesta partita giocata dalla propria squadra, il giocatore ha tempo tre settimane per riprendere ad allenarsi, più tre settimane aggiuntive dal suo rientro agli allenamenti per rientrare in prima squadra. |

Fonte:

## Calendario
| Stagione regolare |                        |            |
| Turno             | Avversario             | Risultato  |
| 1                 | Los Angeles Rams       | V 20–16    |
| 2                 | at Buffalo Bills       | S 34–30    |
| –                 | Los Angeles Raiders    | cancellata |
| 3                 | at Denver Broncos      | V 40–10    |
| 4                 | at Cleveland Browns    | V 15–10    |
| 5                 | New England Patriots   | S 21–7     |
| 6                 | Atlanta Falcons        | V 37–33    |
| 7                 | at Cincinnati Bengals  | V 31–29    |
| 8                 | at San Francisco 49ers | S 27–20    |
| 9                 | at Pittsburgh Steelers | V 23–3     |
| 10                | Cleveland Browns       | S 40–7     |
| 11                | at Indianapolis Colts  | S 51–27    |
| 12                | San Diego Chargers     | V 33–18    |
| 13                | at New Orleans Saints  | S 24–10    |
| 14                | Pittsburgh Steelers    | V 24–16    |
| 15                | Cincinnati Bengals     | V 21–17    |

## Classifiche
| AFC Central         | AFC Central | AFC Central | AFC Central | AFC Central | AFC Central | AFC Central | AFC Central | AFC Central | AFC Central |
|                     | V           | S           | P           | %           | DIV         | CONF        | PF          | PA          | Str.        |
| ------------------- | ----------- | ----------- | ----------- | ----------- | ----------- | ----------- | ----------- | ----------- | ----------- |
| Cleveland Browns(2) | 10          | 5           | 0           | .667        | 5–1         | 8–3         | 390         | 239         | V3          |
| Houston Oilers(4)   | 9           | 6           | 0           | .600        | 5–1         | 7–4         | 345         | 349         | V2          |
| Pittsburgh Steelers | 8           | 7           | 0           | .533        | 2–4         | 6–5         | 285         | 299         | S2          |
| Cincinnati Bengals  | 4           | 11          | 0           | .267        | 0–6         | 3–9         | 285         | 370         | S3          |